# Louis Cukela
Lujo Čukela ili Louis Cukela (1. svibnja 1888. – 19. ožujka 1956.) bio je marinac Sjedinjenih Država, hrvatskog podrijetla, koji je odlikovan Medaljom časti od Američke vojske i Američke mornarice za isto djelo tijekom Prvog svjetskog rata u bitci za Soissons (1918).  Također je odlikovan i odlikovanjima Francuske, Italije, i Jugoslavije.

## Životopis
Luj Čukela rođen je u Splitu, (tada Austro-Ugarska). Obrazovan je u Splitu, zatim je pohađao trgovačku akademiju i zatim Kraljevsku gimnaziju, oboje po dvije godine. 1913., Čukela se odselio u SAD, on i njegova braća doselili su se u Minneapolis u Minesoti.
21. rujna 1914., prijavio se u Američku vojsku. Bio je narednik u satniji H, 13. pješačke dok nije časno raspušten 12. lipnja 1916.

### Prvi svjetski rat
Sedam mjeseci kasnije, 31. siječnja 1917., dok je rat uzimao maha u Europi i SAD ušao u rat, Čukela se prijavio u Američke marince.  Postao je članom 66. satnije, 1. bojne, 5. mornaričke pukovnije.
Prebačen je u Francusku 1918. i borio se u svim sukobima koje je imala 5. mornarička pukovnija, od Bitke za Belleau Wood do prelaženja rijeke Maas.
U Francuskoj 1918. Čukela se borio u svakoj bitci mornaričke brigade, od Bellau Wooda do prelaženja rijeke Maas. Putem je postao podporučnik, i dobitnik Medalje časti i četiri Srebrne zvijezde. Od Francuske dobio je "Legion d’Honneur" (Medalju Legije časti), "Medaille Militaire" (Vojnu medalju) (Prvi marinac nagrađen ovim odlikovanjem u povijesti) i "Croix de Guerre 1914-18" (Ratni križ 1914. – 1918.) s dvjema palmama i jednom srebrnom zvijezdom. Italija ga je odlikovala "Croce al Merito di Guerra" (Križem za ratne zasluge), a Jugoslavija Kraljevskim redom kraljevske krune.
Medaljom časti bio je nagrađen i od vojske i od mornarice za isto djelo u jutro 18. srpnja 1918. blizu Villers-Cotteretsa, Francuska, tijekom Bitke za Soissons. 66. satnija, 5. mornaričke, u kojoj je Čukela bio strojnički narednik, napredovala je kroz Forest de Retz te je dočekan neprijateljskom obrambenom točkom. Oglušujući se na upozorenja svojih vojnika, strojnički narednik šuljajući je izbjegao krilo i sam zaobišao njemačke obrambene linije. Zaobilazeći obrambenu točku zbog bojazni od velike pucnjave, "Gunny" Čukela zauzeo je jednu strojnicu bajunetirajući grupu na strojnici. Podigao je njihove ručne granate, granatama uništio sve strojnice u dometu i tako uništio obrambenu točku. U ishodu imao je četiri zarobljenika i zarobio je dvije neoštećene strojnice.
Čekula je u akciji bio ranjen dva puta, ali od tada nema više pisanih dokumenata o daljnim ranjavanjima kod Mornaričkog ureda medicine. Nikada nije nagrađen s "Purple Heart" Grimiznim srcem što je uobičajeno kod vojnika ozbiljno ranjenih ili ubijenih u akciji. Prvi puta ranjen je u Jaulnyu u Francuskoj, 16. rujna 1918. tijekom bitke na St. Mihielu. Čukela je ponovno bio ranjen tijekom borbe u Champagne sektoru. Nijedno ranjavanje nije bilo ozbiljno.
Uz dvije Medalje časti (Medal of Honour), Čukela je nagrađen i sa Srebrnom zvijezdom "Silver Star" od vojske; "Médaille militaire" (Vojna medalja) (Bio je prvi marinac koji je primio tu medalju), "Légion d'honneur" (Medalja Legije časti) u činu "Chevalier"a, "Croix de guerre" (Ratni križ) s dvjema palmama, drugi "Croix de guerre" (Ratni križ) sa srebrnom zvijezdom, sve od Francuske; "Croce al Merito di Guerra" (Križ za ratne zasluge) od Italije; i Lasnički križ kraljevskog reda krune od Kraljevine Jugoslavije. Također je primio dva Divizijska citata (američka vojna nagrada).
Čukela je imao čin podporučnika u Marine Corps Reserveu (Mornarička rezerva) na 26. rujan 1918. i bio je izabran za proviziju u regularnom Marine Corpsu na 31. ožujak 1919. Promaknut je u poručnika 17. srpnja 1919. Napredovao je u čin satnika 15. rujna 1921. Promaknuće u bojnika dogodilo se oko njegova umirovljenja na 30. lipanj 1940.

### Poslije Prvog svjetskog rata
Poslije rata, Čukela je boravio u prekomorskim bazama u Haitiu, Santo Domingou, Filipinima, i Kini, i u američkim postajama u Quanticou u Virginiji; Philadelphia, Pennsylvania; Norfolk, Virginia; Hampton Roads, Virginia; Mare Island, Kalifornija; Washington, D.C.; Nashville, Indiana, i Fort Knox, Kentucky.
Od lipnja 1933. do siječnja 1934., Čukela je djelovao kao zapovjednik satnije s "Civilian Conservation Corps"-om. Posljednje godine u marincima provedene su u Norfolku, Gdje je služio kao poštarski indendant. Umirovljen je kao bojnik 30. lipnja 1940. Bio je pozvan na dužnost ponovo 30. srpnja 1940.

### Umirovljenje i smrt
Tijekom Drugog svjetskog rata služio je u Norfolku i Philadelphiji. U neaktivnu mirovinu vratio se 17. svibnja 1946. Čukela je služio u vojsci i mornarici 32 godine.
19. ožujka 1956. Čukela je umro u National Naval Medical Centeru (Nacionalni mornarički medicinski centar), Bethesda, Maryland. Pokopni obred bio je u Saint Jane Frances de Chantel crkvi, Bethesda, pokopan je s vojnim počastima u Arlington National Cemeteryu 22. ožujka, 1956.

## Odlikovanja
Bojnik Čukela imao je sljedeća odlikovanja i medalje:
- "Medal of Honor" (Mornarica) (Medalja časti, mornarica),
- "Medal of Honor" (Vojska) (Medalja časti, vojska),
- "Silver Star" (Srebrna zvijzeda),
- "Victory Medal" (Pobjednička medalja) s kopčom Aisne, Aisne-Marne, St. Mihiel, Meuse-Argonne, i obrambenog sektora i tri srebrne zvijezde,
- "Haitian Campaign Medal" (Haićanska kampanjska medalja),
- "Marine Corps Expeditionary Medal" (Mornarička ekspedicijska medalja) s jednom zvijezdom,
- "Yangtze Service Medal" (Medalja za službu u Yangtzeu),
- "American Defense Service Medal" (Američka medalja za obrambenu službu),
- "American Area Campaign Medal" (Kampanjska medalja za američki prostor),
- "World War II Victory Medal (Pobjednička medalja iz Drugog svjetskog rata),
- "Médaille militaire" (Vojna medalja),
- "Légion d'honneur (Medalja Legije časti),
- "Croix de guerre" (Ratni križ) s dvjema palmama,
- "Croix de guerre" (Ratni križ) sa srebrnom zvijezdom,
- "Croce al Merito di Guerra" (Križ za ratne zasluge),
- "Časnički križ kraljevskog reda jugoslavenske krune,
- francuski "fourragère".

## Citati Medalja časti
Mornarički citat:
Za iznimno junaštvo služeći u 66. satniji, 5. pukovnije, tijekom djelovanja u Forest de Retzu, u blizini Viller-Cottertesa, Francuska, 18. srpnja 1918. Narednik Čukela napredovao je sam protiv neprijateljskog snažnog uporišta koja je zaustavila njegovu liniju. Oglušujući se na upozorenja svojih drugova, otpuzao je od krila suočavajući se s teškom paljbom i radeći prolaz do neprijateljske linije. Oborivši stajalište strojnice, ubio je ili odbacio strojničku grupu s bajunetom, granatirao je preostale strojnice s njemačkim ručnim granatama i zarobio dvije strojnice i četvoricu vojnika.
Vojni citat:
Kada je njegova satnija napredovala kroz šumu, susreli su se s jakom paljbom neprijateljskog snažnog uporišta, Narednik Čukela otpuzao je od krila i napravio prolaz do njemačkih linija, suočen s teškom paljbom, oglušujući se na upozorenja svojih drugova. Uspio je zaobići neprijateljsku liniju i oborio je strojnicu ubijajući i odbijajući strojničku skupinu s bajunetom. S njemačkim ručnim granatama granatirao je preostalu porciju neprijatelja zaroblajvajući tako dvojicu vojnika i dvije strojnice.

## Obitelj i porijeklo
Luj Čukela bio je sin Ivana i Ivane (rođene Bubrić) Čukela. Majka mu je umrla 1900. Poslije toga seli u SAD., Njegov otac i njegove tri sestre ostali su u Hrvatskoj.
Čukela je bio oženjen s Minnie Myrtle Strayer 22. prosinca 1923. u Washingtonu.  Gospođa Čukela umrla je 10. kolovoza 1956. samo mjesec nakon smrti bojnika Čukele. U vrijeme njegove smrti bojnika Čukelu nadživjela je njegova sestra, gospođa Zorka Čukela Dvoraček, u Šibenik u.
Bilo je kontroveze oko Čukelina porijekla. Rijetko je govorio o svome porijeklu. Tijekom života nazivan je Hrvatom, Austrijancem, Slavenom,  Jugoslavenom, Srbijancem.

## Zanimljivost
U cijeloj povijesti SAD-a bilo je samo 19 dvostrukih dobitnika Medalje časti, a jedan od njih je Hrvat Lujo Čukela.